# Монсек
Монсе́к (фр. Monsec) — коммуна во Франции, находится в регионе Аквитания. Департамент — Дордонь. Входит в состав кантона Брантом. Округ коммуны — Нонтрон.
Код INSEE коммуны — 24283.

## География

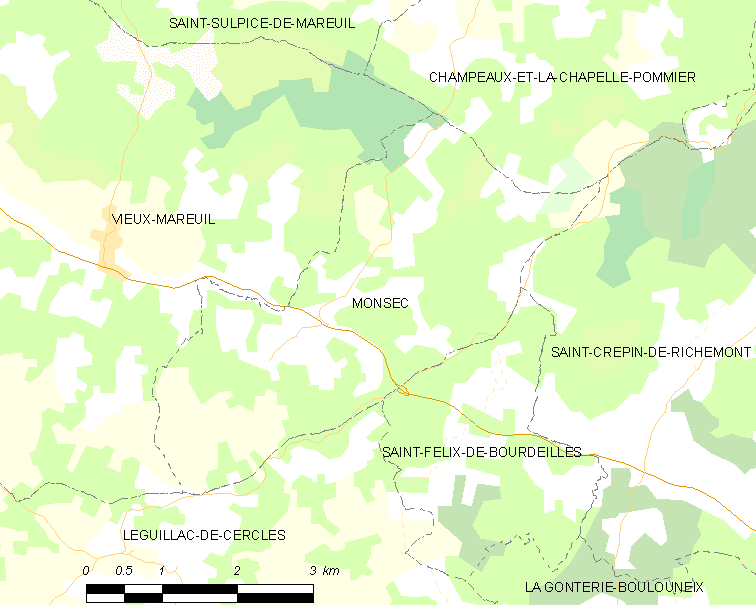
Карта коммуны

Коммуна расположена приблизительно в 410 км к югу от Парижа, в 110 км северо-восточнее Бордо, в 30 км к северо-западу от Перигё.
По территории коммуны протекает река Бель.

### Климат
Климат умеренный океанический со средним уровнем осадков, которые выпадают преимущественно зимой. Лето здесь долгое и тёплое, однако также довольно влажное, здесь не бывает регулярных периодов летней засухи. Средняя температура января — 5 °C, июля — 18 °C. Изредка вследствие стечения неблагоприятных погодных условий может наблюдаться непродолжительная засуха или случаются поздние заморозки. Климат меняется очень часто, как в течение сезона, так и год от года.

## Население
Население коммуны на 2010 год составляло 197 человек.
| 1962 | 1968 | 1975 | 1982 | 1990 | 1999 | 2010 |
| ---- | ---- | ---- | ---- | ---- | ---- | ---- |
| 218  | 203  | 181  | 168  | 167  | 153  | 197  |

## Администрация
| Период | Период | Фамилия       | Партия                  | Примечания                                  |
| ------ | ------ | ------------- | ----------------------- | ------------------------------------------- |
| 1995   | 2020   | Жан-Поль Куви | Социалистическая партия | генеральный советник, кадастровый инспектор |

## Экономика
В 2010 году среди 116 человек трудоспособного возраста (15-64 лет) 83 были экономически активными, 33 — неактивными (показатель активности — 71,6 %, в 1999 году было 71,3 %). Из 83 активных жителей работали 76 человек (43 мужчины и 33 женщины), безработных было 7 (2 мужчин и 5 женщин). Среди 33 неактивных 7 человек были учениками или студентами, 18 — пенсионерами, 8 были неактивными по другим причинам.

## Достопримечательности
- Церковь Рождества Пресвятой Богородицы (XVI век). Исторический памятник с 1925 года[5]
- Замок Аж

## Фотогалерея

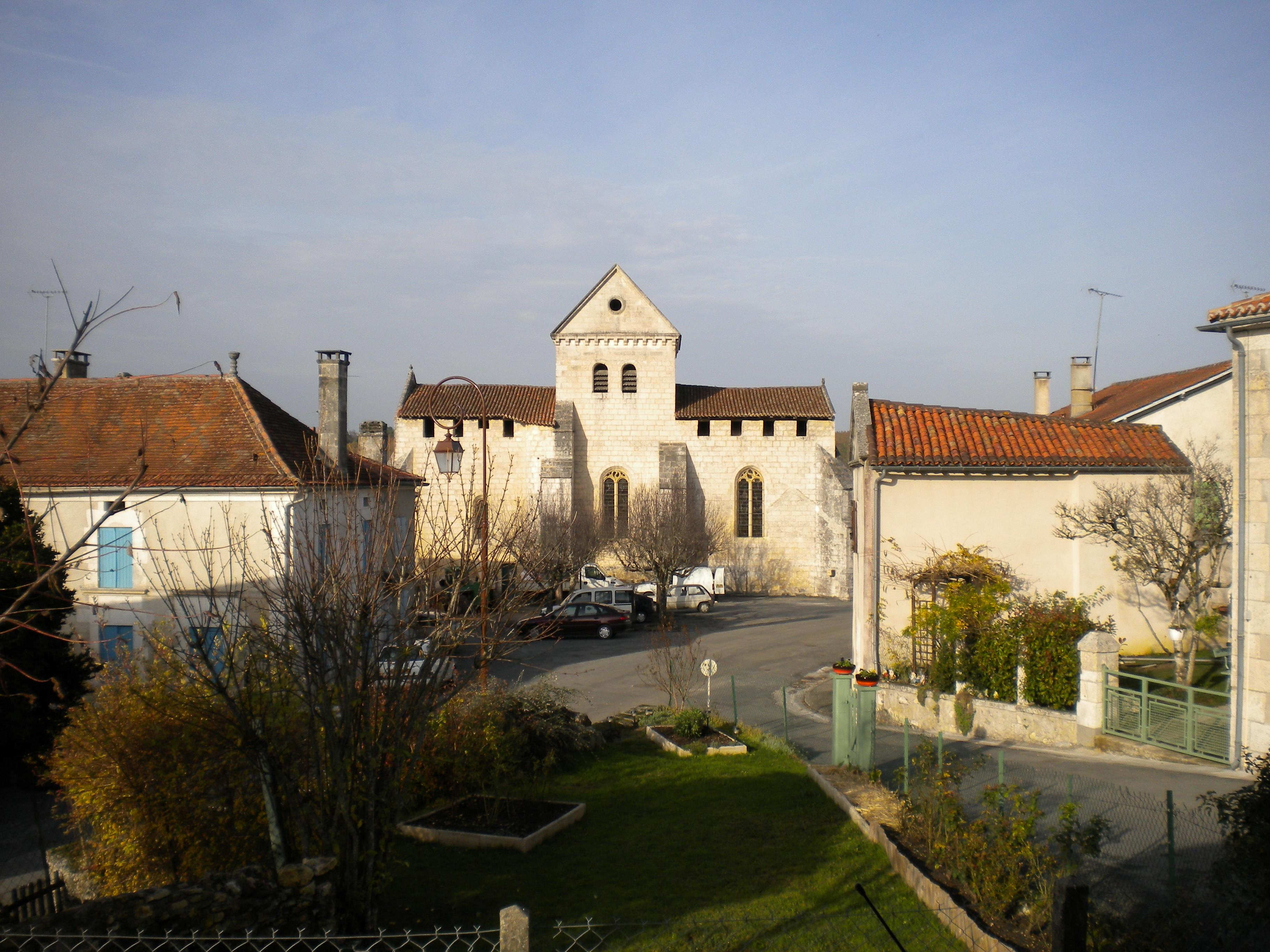
Церковь Рождества Пресвятой Богородицы
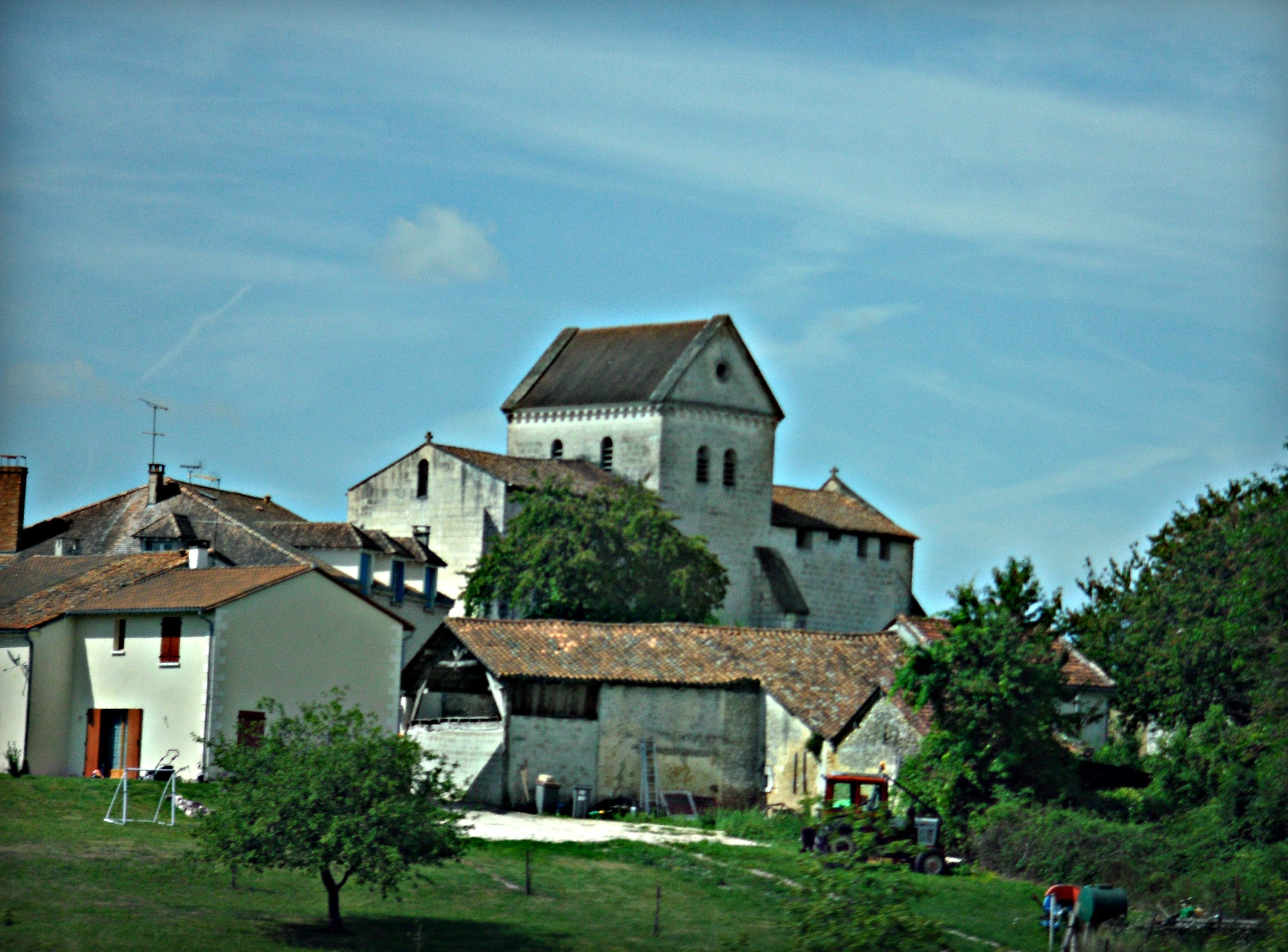
Церковь Рождества Пресвятой Богородицы
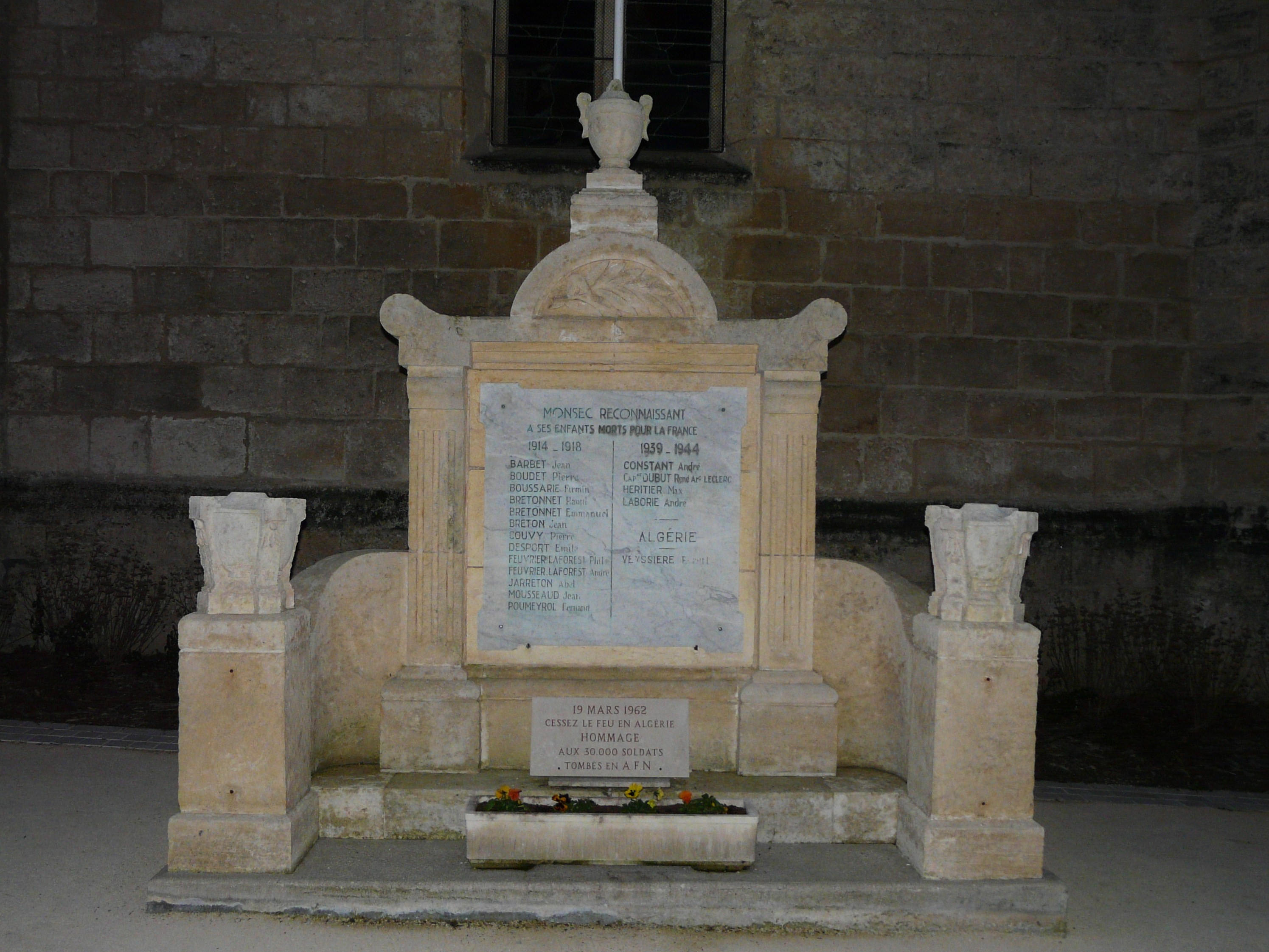
Военный мемориал
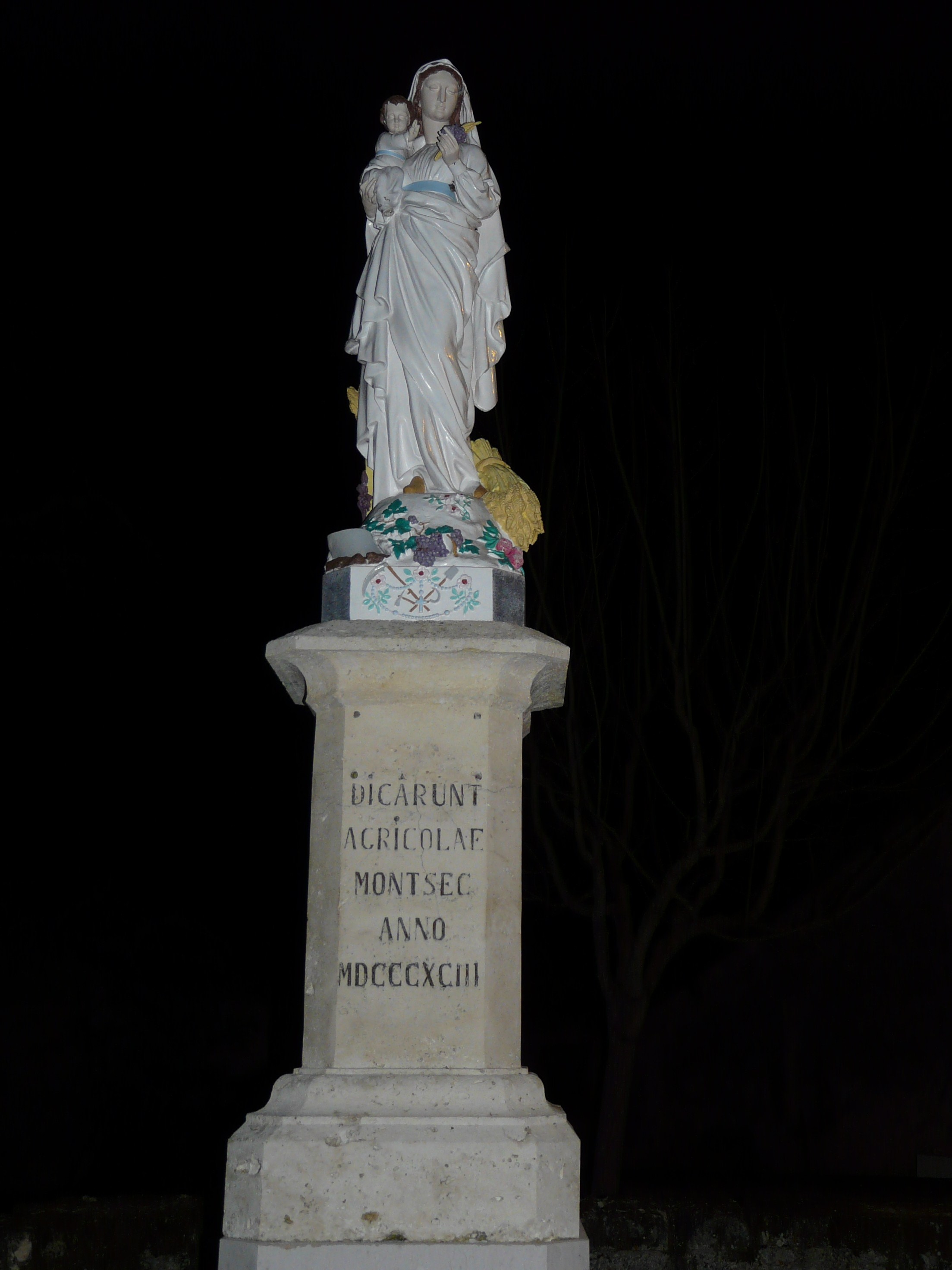
Статуя Богородицы